# Resident Evil: Damnation
Resident Evil: Damnation conosciuto in Giappone con il nome di Biohazard: Damnation (バイオハザード: ダムネーションBaiohazādo damunēshon) è un film in computer grafica prodotto da Capcom e Sony Pictures Entertainment Japan uscito in versione digitale su PlayStation Network e Xbox Live il 15 settembre 2012, in DVD e Blu-ray Disc il 25 settembre 2012 (il 3 ottobre in Italia), mentre è stato proiettato al cinema a Shinjuku dal 27 ottobre. È il secondo lungometraggio animato dedicato al franchise di Resident Evil ed è diretto di nuovo da Makoto Kamiya, che aveva già diretto il film animato precedente ovvero Resident Evil: Degeneration prodotto da Hiroyuki Kobayashi.
La storia di Resident Evil: Damnation è incentrata su armi bio-organiche usate in una guerra in Europa e vede il ritorno di Leon S. Kennedy come protagonista. Questo film precede gli eventi del nuovo videogioco della CAPCOM Resident Evil 6, e segue quindi gli eventi dei videogiochi della serie Resident Evil come Resident Evil: Degeneration.

## Trama
L'agente governativo Leon Scott Kennedy viene mandato nella Repubblica Slava dell'Est, una piccola nazione sorta dopo l'enorme crollo dell'U.R.S.S., per appurare l'utilizzo di BOW nel corso della guerra civile che da anni vede contrapposto il corrotto Governo nazionale di stampo oligarchico, guidato dalla malvagia presidente Svetlana Belikova, e un agguerrito gruppo ribelle. I ribelli sono infatti riusciti a mettere le mani su un nuovo tipo di tecnologia bio-organica, che sfrutta il potere delle Plagas per permettere ad un essere umano, contaminato da una Plagas Leader, di controllare diverse BOW, in particolare i Lickers, potenziato dai parassiti ed in grado di essere controllati in quanto sono stati creati con Plagas subordinate alle quali è stato fatto assimilare il virus T. Tali lickers risultano essere lo stadio evolutivo finale di zombie, che essendo stati creati tramite la combinaziobne del Virus T con le Plagas, sono leggermente più intelligenti ed in grado di trasmettere l'infezione sputando altre Plagas dalla bocca (come i Majini di Resident Evil 5).
Subito dopo il suo arrivo, Leon viene informato da Ingrid Hunnigan che gli Stati Uniti hanno rinunciato a farsi coinvolgere nel conflitto e stanno per abbandonare il Paese, ma l'agente, in nome della sua volontà di ripulire del tutto il mondo dalle BOW, disobbedisce gli ordini e si mette alla ricerca di un modo per scoprire chi abbia fornito le plagas ai ribelli. Leon viene tuttavia catturato da un gruppo di ribelli, tra i quali vi sono JD, uno strambo guerrigliero amante del cibo americano, e suo fratello Buddy, che invece medita vendetta contro il governo per aver provocato la morte della sua fidanzata. Con loro c'è Ataman, uno dei membri del Consiglio degli Anziani che guida i ribelli, il quale utilizza una Plagas Leader per controllare i Licker. All'arrivo di una retata dell'Esercito, il gruppo si infila nei sotterranei della città, e qui sono costretti ad uccidere Ataman, poiché la Plagas ha ormai preso il controllo su di lui. I sotterranei, però, pullulano di cittadini infettati dalle Plagas. Leon e JD, separati da Buddy, una volta raggiunta la superficie, si rendono conto che quasi tutti gli abitanti della capitale si sono ormai mutati in Zombi-Ganados (infetti da Plagas di tipo 2 e da virus T), e trovano rifugio in una chiesa che funge da nascondiglio per i ribelli.
Intanto, al palazzo presidenziale, la presidente Borikova riceve la bellissima quanto fatale Ada Wong che, spacciandosi per un membro della BSAA, illumina la presidente sulle BOW e sul loro utilizzo in svariati conflitti mondiali. Svetlana, convinta nazionalista, è determinata a far sì che il suo Paese venga ammesso quanto prima all'Unione Europea e alle Nazioni Unite, e inizia quindi una lotta senza quartiere per stroncare definitivamente la resistenza dei ribelli.
Leon e Ada si incontrano in un parcheggio sotterraneo, quando Leon decide di rimettersi alla ricerca di chi sta rifornendo di BOW e Plagas i ribelli. Ada fa capire fin dall'inizio che in realtà lei si trova lì per un altro scopo. Leon dopo poco si accorge che la chiesa è sotto attacco da parte dei Ganados, ma quando riesce a farvi ritorno, trova tutti i ribelli morti. È rimasto solo JD, che tuttavia è stato infettato, e che viene ucciso da Leon stesso appena divenuto a sua volta un Ganados. Buddy, inoltre, ha messo le mani su di una nuova Plaga Leader e, nonostante gli avvertimenti di Leon, decide di usarla su di sé per controllare i Licker e attaccare il giorno dopo il palazzo presidenziale, facendo strage dei soldati a guardia dell'edificio.
Nel frattempo Ada viene smascherata come un agente nemico ed è sconfitta in combattimento corpo a corpo da Svetlana, che prima di essere la presidente, era stata un istruttore militare dell'Esercito Sovietico (la quale, inoltre, ha dentro di sé una Plagas di controllo che ne migliora le capacità). Lei e Leon si rincontrano nei sotterranei del palazzo presidenziale, che si rivela essere un vecchio bunker per testate nucleari riconvertito in laboratorio dove vengono prodotte e conservate migliaia di Plagas. È infatti la stessa Svetlana a fornire le Plagas ai ribelli, così da garantirsi l'appoggio della comunità internazionale e poterli schiacciare facilmente. Ada riesce a scappare, mentre Leon e Buddy, arrivato anche lui nei sotterranei, vengono lasciati da Svetlana nelle mani di due T-103 (modello presente in Resident Evil 2 e Resident Evil: Code Veronica). In qualche modo i due uomini, grazie anche all'aiuto di Ada, riescono a ritornare in superficie, ma una volta qui devono fare i conti con un terzo T-103, che riescono ad uccidere dopo molti sforzi colpendolo in piena faccia con un colpo di carro armato. Nel frattempo però anche gli altri due T-103 sono arrivati in superficie, ma prima che possano assalire Leon e Buddy vengono distrutti da due caccia USAF; gli Stati Uniti, infatti, hanno deciso di intervenire nel conflitto nella Repubblica Slava, e con l'appoggio della Russia costringono Svetlana alle dimissioni per poi nominare un nuovo Governo provvisorio.
Leon è piuttosto seccato e contrariato per quanto successo, conscio del fatto che si è trattato di una grande manovra politica orchestrata ad arte per ottenere il massimo risultato con le minime perdite, ma si rassegna all'evidenza che, bene o male, il mondo continuerà a girare così. Prima di lasciare il Paese incontra Buddy, che gli chiede di ucciderlo per non cadere a sua volta preda della Plaga Leader; Leon, invece, distrugge la Plaga senza uccidere Buddy, che tuttavia resta paralizzato (l'unico modo per rimuovere una Plaga adulta è rimuovere o distruggere il midollo spinale dell'ospite), ma che al termine della guerra tornerà a fare il mestiere che faceva prima, l'insegnante.
Nell'ultima scena, Ada, sopravvissuta agli eventi nella Repubblica Slava, tratta via computer con un misterioso acquirente la compravendita della Plaga che è riuscita a sottrarre dal laboratorio di Svetlana, in cambio dell'annullamento del mandato di ricerca internazionale a lei affibbiato.

## Sequel
Il 27 maggio 2017 è uscito in Giappone Resident Evil: Vendetta.